# یاما ولاسمال
یاما ولاسمال (نروژی: Yama Wolasmal) زادهٔ سال ۱۹۸۲م، در افغانستان، یک خبرنگار و مجری برنامه نروژی است. در پاییز سال ۲۰۲۰م، وی در سمت گزارشگر خبری ان‌ارکو از خاورمیانه در بیروت مستقر شد.

## پیشینه
یاما ولاسمال در کابل متولد شده‌است. پدر و مادر وی هنگامی که یاما تنها ۳ ماه داشت به پاکستان گریختند. این خانواده در سال ۱۹۸۶م، طبق سهمیه تعیین شده توسط سازمان ملل متحد به عنوان پناهنده به نروژ منتقل شد. یاما همراه با ۱۰ برادر و خواهر خود در ضلع شرقی اسلو کودکی خود را سپری کرده‌است.
یاما ولاسمال، فعالیت حرفه ای خود را به عنوان جانشین موقت در روزنامه داگبلاده آغاز کرد. سپس به استخدام یک شبکه تجارتی تلویزیون (TV 2) درآمد. یاما که عمدتاً در بخش خبرهای خارجی این شبکه فعال بود، در سال ۲۰۱۰م، بعد از دریافت مرخصی، به زادگاهش سفر کرد و مدتی در کابل اقامت کرد. در این دوره او مدتی با شبکه تلویزیون مرکزی چین به زبان انگلیسی همکاری داشت.

در سال ۲۰۱۱م، یاما ولاسمال به نروژ بازگشت و به عنوان مجری خبری در شبکه تجاری (TV 2) مشغول کار شد. در سال ۲۰۱۷م، یاما به استخدام شبکه ان‌ارکو درآمد و به عنوان مجری و مدیر برنامه مشغول کار شد. در پاییز سال ۲۰۲۰م، یاما ولاسمال در سمت گزارشگر خبری ان‌ارکو از خاورمیانه در بیروت مستقر شد.

در سال ۲۰۱۶م، انجمن سراسری زبان نروژی به دلیل کاربرد بسیار مؤثر و مفید زبان نروژی در برنامه‌های تلویزیونی جایزه سالانه خود را به یاما ولاسمال، تخصیص داد. این در حالی بود که وی هنوز به استخدام شبکه دولتی ان‌ارکو در نیامده بود و در یک شبکه تجاری خصوصی مشغول کار بود.

## دیدگاه ها
در آوریل 2024 ولاسمال مصاحبه ای با  David Mencer سخنگوی اسراییلی داشت. ولاسمال در مقابل سخنگوی اسرائیلی که مدعی شده بود ارتش اسرائیل «انسانی‌ترین» ارتش تاریخ است، دفاع جانانه‌ای از مردم فلسطین داشت. یاما ولاسمال،  در واکنش به این ادعای سخنگوی اسرائیلی گفت: به مردم می‌گویید به مناطق امن بروند اما نیروهایتان آن منطقه را بمباران می‌کنند؛ شما حتی به سمت افرادی که با پرچم سفید بودند تیراندازی کردید.